# McPhillips (circonscription électorale)
Pour les articles homonymes, voir McPhillips.
Circonscription électorale provinciale du Canada
McPhillips est une circonscription électorale provinciale du Manitoba (Canada).
La circonscription inclut la municipalité rurale de West St. Paul et les quartiers Garden City, Leila North, Templeton-Sinclair, Margaret Park et une petite par de Robertson de la ville de Winnipeg.

## Liste des députés
| McPhillips                                                  | McPhillips                                                  | McPhillips                                                  | McPhillips                                                  | McPhillips                                                  | McPhillips                                                  |
| Nom                                                         | Nom                                                         | Parti                                                       | Mandat                                                      | Législature                                                 |                                                             |
| Circonscription issue de Saint-Paul, The Maples et Kildonan | Circonscription issue de Saint-Paul, The Maples et Kildonan | Circonscription issue de Saint-Paul, The Maples et Kildonan | Circonscription issue de Saint-Paul, The Maples et Kildonan | Circonscription issue de Saint-Paul, The Maples et Kildonan | Circonscription issue de Saint-Paul, The Maples et Kildonan |
| ----------------------------------------------------------- | ----------------------------------------------------------- | ----------------------------------------------------------- | ----------------------------------------------------------- | ----------------------------------------------------------- | ----------------------------------------------------------- |
|                                                             | Shannon Martin                                              | Progressiste-conservateur                                   | 2019 - 2023                                                 | 42e                                                         |                                                             |
|                                                             | Jasdeep Devgan (en)                                         | Néo-démocrate                                               | 2023 - présent                                              | 43e                                                         |                                                             |